# Hiroyuki Abe
Hiroyuki Abe (倉田 秋, Nara, 5 de julho de 1989) é um futebolista japonês que atua como meia no Kawasaki Frontale.

## Carreira
Abe começou a carreira no Gamba Osaka.

## Títulos
Gamba Osaka
- J-League 2014: 2014
- J-League 2 2013: 2013
- Copa do Imperador: 2014
- Copa da Liga Japonesa: 2014
- Super Copa

Kawasaki Frontale
- Campeonato Japonês: 2017, 2018